# 台北松山空港

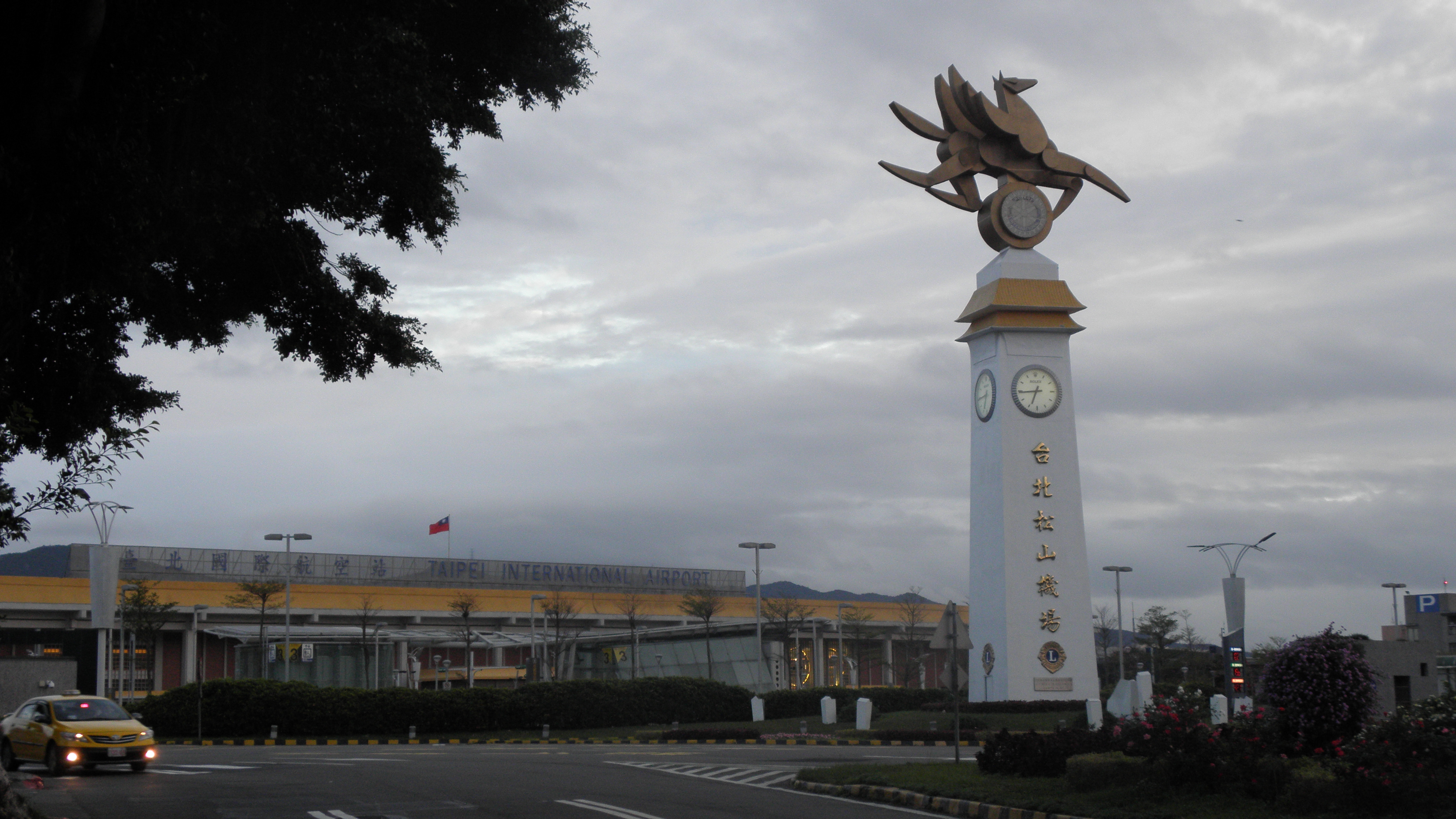
台北松山空港

台北松山空港（たいほくまつやまくうこう、繁: 臺北松山機場、通称：松山機場、英語: Taipei Songshan Airport）は、中華民国の首都・台北市松山区にある空港。また、台北国際空港（繁: 臺北國際航空站、英語では Taipei International Airport）とも呼ばれている。
中華民国空軍松山空軍基地も併設されており、軍民共用空港となっている。なお、台湾桃園国際空港との間で、直行バスが多く運行されている。

## 歴史

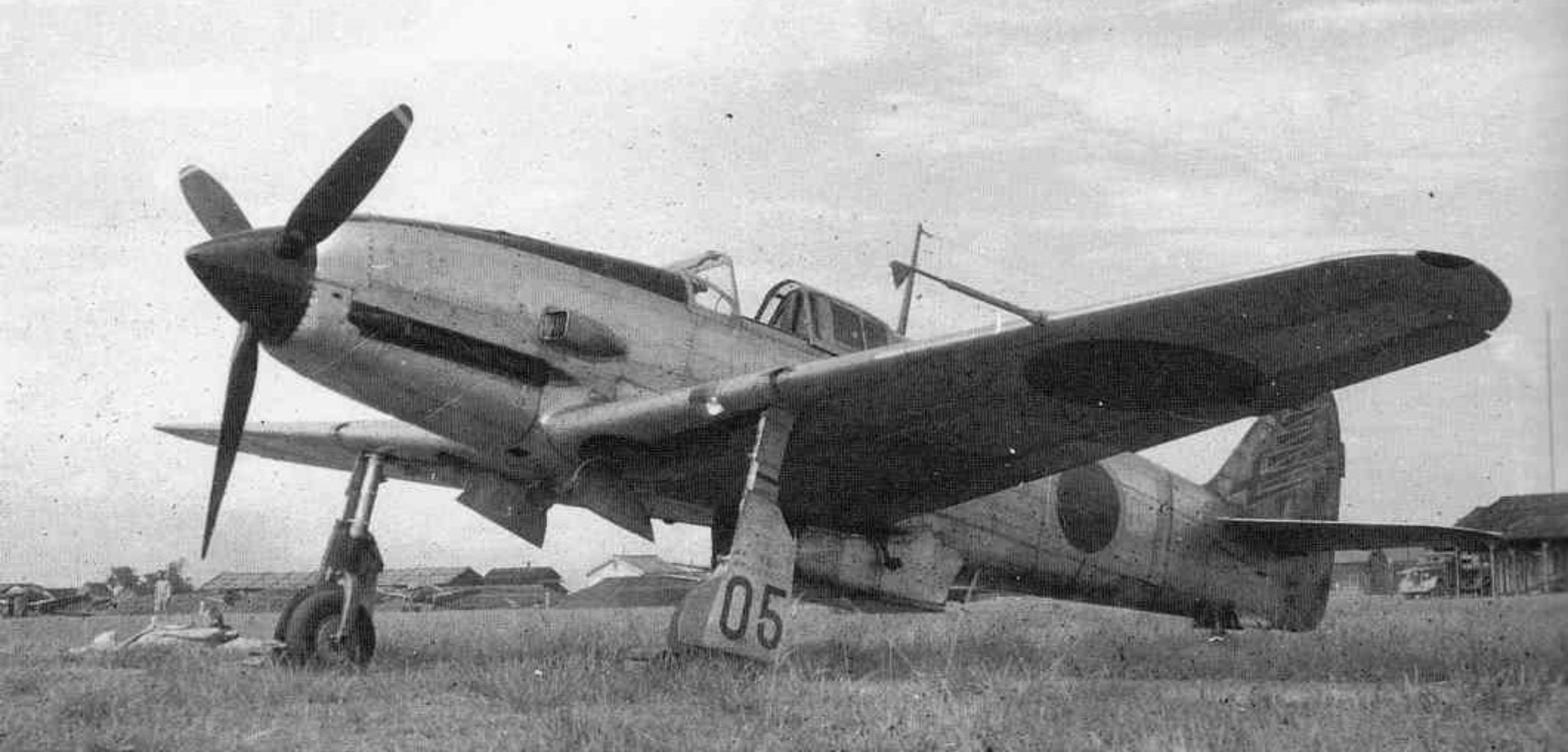
1944年3月、台北飛行場に駐屯する第37教育飛行隊の三式戦「飛燕」（日本陸軍航空部隊）

日本統治時代、台北市南方（馬場町）に陸軍練兵場があり、飛行場としても利用されていた。
1936年（昭和11年）、台湾総督府によって民用を目的とした台湾初の大規模公共飛行場として建設され、同年3月に台北飛行場（たいほくひこうじょう、旧字体: 臺北飛行場）、通称・松山飛行場（まつやまひこうじょう）の名称で開港した。日本航空輸送が那覇飛行場を経由する内地との定期便を開設し、旅客輸送と郵便輸送を行った。飛行場までは松山飛機場線という貨物線が建設されたが、1976年に廃線になった。
しかしながら、開港直後に日中戦争が勃発したため、日本海軍航空部隊が渡洋爆撃の基地として使用することになり、1938年2月には中国大陸からの反抗作戦として、国民革命軍（空軍）とソ連空軍志願隊の攻撃を受けている（松山空襲参照、これは外地も含む広義の史上初の日本本土空襲であった）。また、太平洋戦争では日本陸軍航空部隊の飛行部隊も駐屯している。1944年末以降からはアメリカ軍による攻撃の標的となり、台北の街ともども被害を被った。
1945年（昭和20年/民国34年）、日本の敗戦による台湾統治終了とともに国民政府（中国国民党政権）の管轄下に置かれ、台湾の国際・国内航空路線の中心的な空港となった。のちには日本航空とチャイナエアラインによる羽田空港、伊丹空港、福岡空港などを結ぶ路線が設定されていた。
1979年（民国68年）に国際空港として中正国際空港（現：台湾桃園国際空港）が開港されてからは、国内線専用となった。
2008年（民国97年）、三通が認められ、中国大陸との間に定期チャーター便も運航されるようになり、2009年には定期便が就航した。また、日本との間でも、羽田空港の新滑走路完成と再国際線化に合わせて定期便が再開された。同年末に第1ターミナルが台北市政府の指定歴史建築に指定された。
元台北市長馬英九や宋楚瑜親民党主席など一部の政治家は、三通政策の一環として中国大陸との直行便の乗り入れを提案していたが、本来国内空港である松山空港への中国大陸便乗り入れは、中華民国と中華人民共和国を同一国家として見なす結果となりかねないため、両地域間で問題となっている台湾独立・中華民国の主権問題に深く関わるとして慎重に議論が行われていた。2008年7月4日より両地域を結ぶ定期チャーター便を、週末限定で運航を開始した。12月には三通の実現により、中国大陸各地へ定期チャーター便が就航した。
市街地にあるため騒音、安全性に問題があり、台湾高速鉄道の開通による国内線利用者の減少、桃園機場捷運の開通による空港アクセス改善などから、台湾桃園国際空港への移転統合が検討されている。
- 1936年（昭和11年） -  台湾総督府により建設・開港。内地との間に定期便が運航されていた。
- 1937年（昭和12年） - 鹿屋海軍航空隊が進出し渡洋爆撃の基地とされる。
- 1944年（昭和19年） - 第8飛行師団が台北にて編成。
- 1945年（昭和20年/民国34年） - 太平洋戦争終戦に伴い、中華民国の管轄に移る。
- 1950年（民国39年） - 民間空港として開港。
- 1979年（民国68年） - 中正国際空港（現：台湾桃園国際空港）開港により、国内線専用空港となる。
- 2007年（民国96年） - 台湾高速鉄道の開通により、利用客が激減する。
- 2008年（民国97年） - 中国大陸との間に国際定期チャーター便が就航。
- 2009年（民国98年） - 中国大陸との間に国際定期便が就航。
- 2010年（民国99年） - 日本との間に国際定期便が就航。
- 2012年（民国101年） - 韓国との間に国際定期便が就航。
- 2013年（民国102年） - 日本の松山空港との間にチャーター便が就航[6]。同一地名間の就航は世界初[7]。

## 旅客ターミナル
中国大陸への定期チャーター便増加に伴い、現第1ターミナルの西側に第2ターミナル（当時、国際線到着専用）が建設され、その後、日本の国土交通省航空局は、日本と台湾の航空関係に関する民間協会間の合意で、2010年10月に羽田空港第4滑走路供用開始に伴い東京/羽田 - 台北/松山線が就航開始した。就航航空会社は日本航空、全日本空輸、チャイナエアライン及びエバー航空で、両国の航空会社がそれぞれ1日2便ずつ運航。その後、段階的にターミナルの改修工事が行われ、2011年3月29日に国内線が第2ターミナルに移転、第1ターミナルが国際線専用になった。

## 就航航空会社と就航都市
2024年5月現在。

### 台湾国内線
※ △印はスカイチーム加盟航空会社。太字は本空港を拠点とする航空会社。
| 航空会社         | 就航地                                     |
| ---------------- | ------------------------------------------ |
| マンダリン航空 △ | 金門、馬祖南竿、澎湖、台東                 |
| ユニー航空       | 馬祖北竿、花蓮、金門、馬祖南竿、澎湖、台東 |

### 国際線・中国線
※ △印はスカイチーム加盟航空会社、☆印はスターアライアンス加盟航空会社、◎印はワンワールド加盟航空会社。太字は本空港を拠点とする航空会社。
| 航空会社             | 就航地                                  |
| -------------------- | --------------------------------------- |
| チャイナエアライン △ | ソウル/金浦、上海/虹橋、東京/羽田       |
| エバー航空 ☆         | ソウル/金浦、上海/虹橋、天津、東京/羽田 |
| マンダリン航空 △     | 福州、温州、武漢                        |
| ユニー航空           | 上海/浦東、廈門                         |
| 中国国際航空 ☆       | 重慶、上海/虹橋                         |
| 中国東方航空 △       | 上海/虹橋                               |
| 上海航空 △           | 上海/虹橋、上海/浦東                    |
| 四川航空             | 成都/天府                               |
| 厦門航空 △           | 福州、廈門                              |
| 全日本空輸 ☆         | 東京/羽田                               |
| 日本航空 ◎           | 東京/羽田                               |
| イースター航空       | ソウル/金浦                             |
| ティーウェイ航空     | ソウル/金浦                             |

## 交通アクセス

### 鉄道
- 台北捷運文湖線　松山機場駅より徒歩1分

2009年7月4日に台北捷運内湖線が延長し、本空港の地下に開業した。

### バス
台北市内各地へ路線バスが運行されているほか、台湾桃園国際空港、基隆、中壢などへ高速バスが運行されている。

### タクシー
ターミナル到着ロビーにタクシー乗り場があり、タクシーが待機している。

## 騒音問題

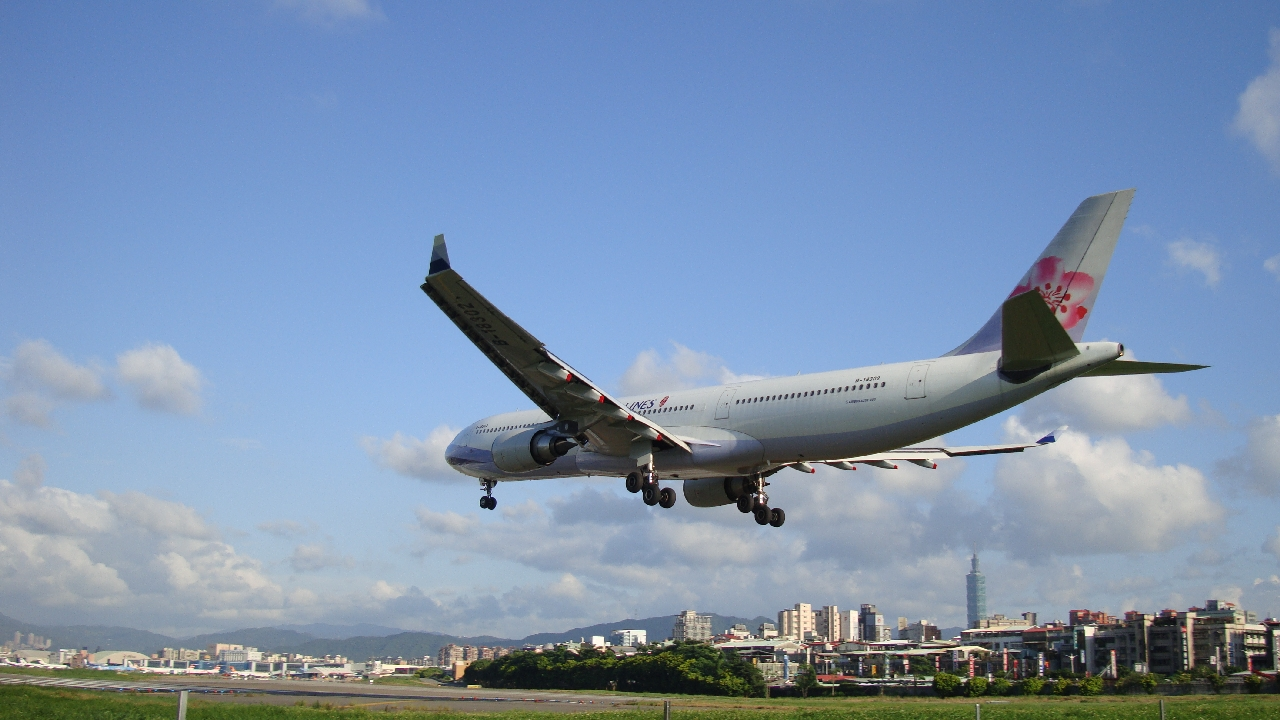
市街地に隣接している松山空港

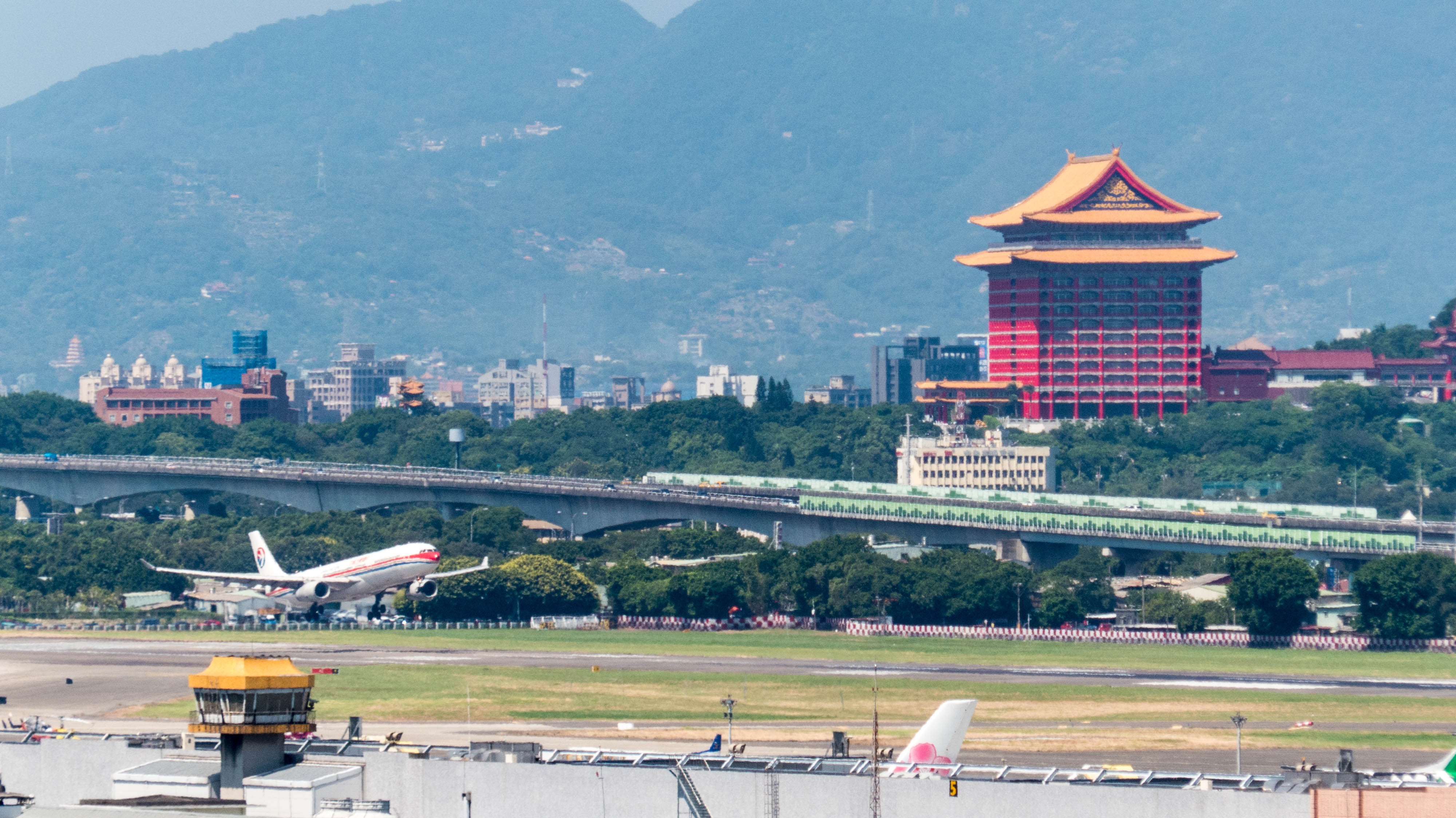
滑走路と円山大飯店（右の赤い建物）

市街地にあることから騒音規制が厳しく、同じような立地条件にあるニューヨーク州のラガーディア空港やサンパウロ市のコンゴニャス国際空港などと同様に、かつては民間機は原則としてボーイング737やボーイング757、エアバスA320などのナローボディ機のみの利用が認められていた。2010年10月、誘導路等の改修工事により、ボーイング767、エアバスA330での乗り入れが可能となった。
ボーイング777、ボーイング787についても乗り入れが可能となっている。

## 撮影規制

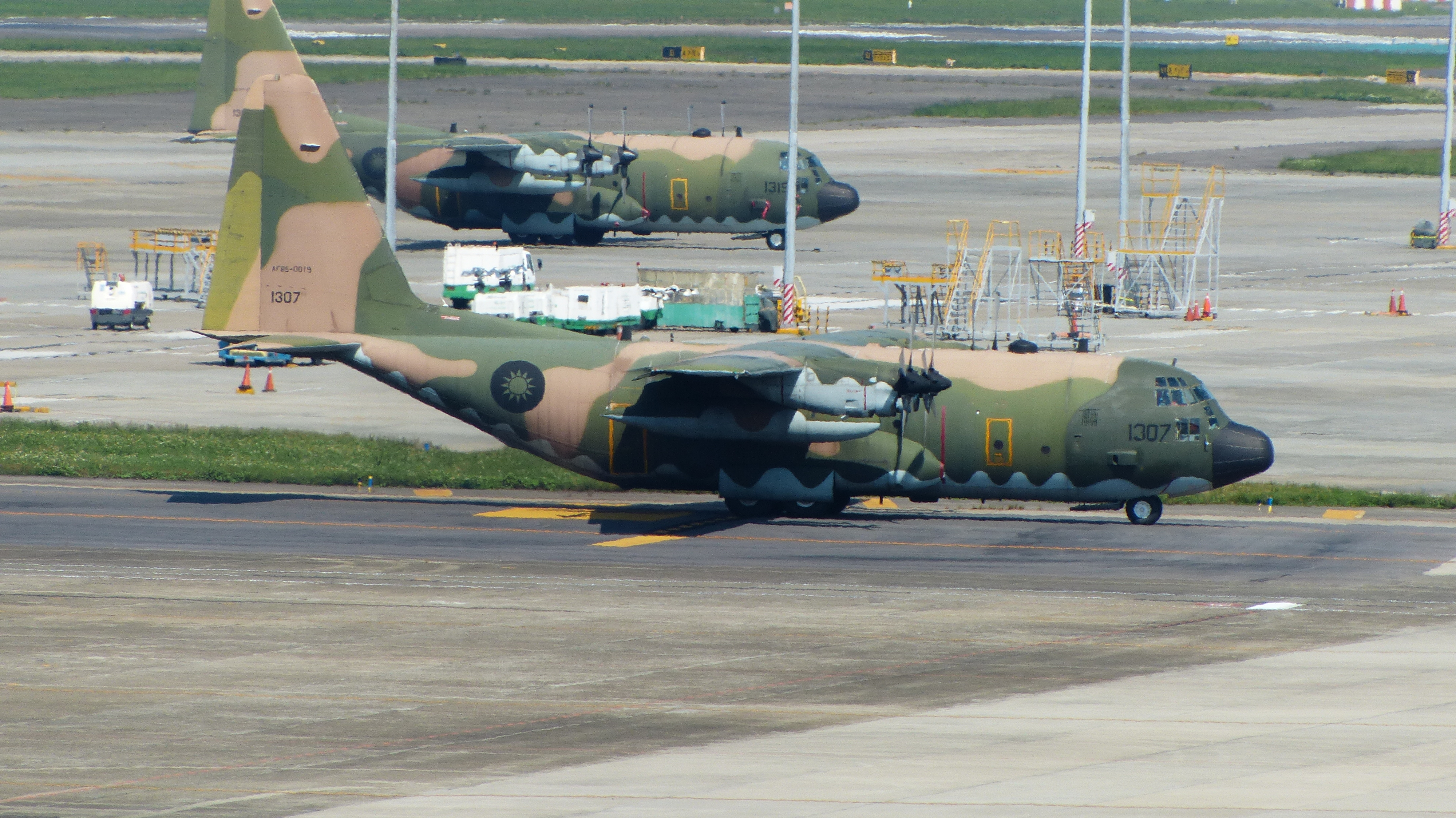
中華民国空軍のC-130輸送機

軍用空港との兼用でもあることから、上空から許可なく空港および周辺を撮影することは法律で禁じられており、その旨機内でもアナウンスされる。

## 金融機関
- 兆豊国際商業銀行松山機場分行（地下一階に支店、第一ターミナル出発、到着ロビー、税関検査場に両替所。営業時間:8時-22時）
- 台湾銀行台北国際機場分行（地下一階に支店、第一ターミナル到着ロビー、税関検査場に両替所）

## 電話サービス
- 中華電信松山機場店（空港のD出口とE出口の間に有り、携帯電話やモバイルWi-Fiルータのレンタルが可能。ただしWi-Fiルータの営業時間は7:00-16:00、携帯は7:00-23:00）

## 郵便局
- 中華郵政松山機場郵局（地下一階に窓口とATM、第一ターミナル到着ロビーに現金自動引出機が設置）

## 事件・事故
- 1945年（昭和20年）8月18日、当空港から大連に向かう予定だった九七式重爆撃機が離陸に失敗し機体はバウンドして土堤に衝突・炎上した。この事故でインドの独立運動家スバス・チャンドラ・ボース、関東軍参謀副長に任命され、任地に向かう途中だった四手井綱正陸軍中将らが亡くなっている。
- 1970年（民国59年）2月20日、遠東航空のダグラスDC-3型機（登録番号B-243）が離陸直後に山に墜落。貨物便のため乗客はおらず、操縦士2名が死亡[13]。
- 1974年（民国63年）10月7日、台南発の遠東航空ビッカース バイカウント機がハイジャックされ、犯人は中華人民共和国行きを要求したが、その後制圧され、当該機は目的地であった松山空港に着陸した[14]。
- 1975年（民国64年）2月1日、マンダラ航空のビッカース バイカウント（登録番号PK-RVM）が滑走路をオーバーランし、機体が破損[15]。
- 1975年7月31日、遠東航空のビッカース バイカウント（登録番号B-2029）が墜落し、乗員乗客75名中27名が死亡[16]。
- 1981年（民国70年）8月22日、高雄行の遠東航空103便（ボーイング737-200型機、登録番号B-2603）が、離陸から14分後に急減圧による機体破裂で墜落し搭乗者全員が死亡した。当該機は事故当日、馬公行の便として離陸してから10分後に与圧を喪失したことにより、台北に引き返して修理を受けたばかりであった[17]。
- 1997年（民国86年）10月10日、中華民国空軍のC-130型機（機体番号1310、製造番号5067）が着陸復行に失敗し、搭乗員5名全員が死亡。
- 2015年（民国104年）2月4日、台北松山発金門行トランスアジア航空235便（ATR 72-600型機、登録番号B-22816）が、当空港を離陸直後に基隆河へ墜落[18]、乗員乗客58名中43名が死亡した。

## 舞台となった作品
※発表年月日順。
- カミカゼ野郎 真昼の決斗（1966年）- 主人公（千葉真一）が謎の女性と遭遇するシーン